# 朝鮮語綴字法統一案
朝鮮語綴字法統一案（ちょうせんごていじほうとういつあん、한글 맞춤법 통일안、発表当初の名称は한글 마춤법 통일안）は、日本統治時代の1933年に朝鮮語学会（現・ハングル学会）が定めた朝鮮語の正書法である。この正書法は現在の大韓民国と朝鮮民主主義人民共和国における正書法の基礎になっている。ここでは朝鮮語綴字法統一案（初版）の主な特徴と、大韓民国（以下「韓国」）の現行の正書法であるハングル正書法（한글 맞춤법、以下「現行の正書法」）と異なる部分について主に記述し、必要に応じて改訂版についても言及する。

## 経緯
大韓帝国では1894年11月に勅令第1号公文式を公布し、公文書を国文（ハングル）で表すことを決めた後、1907年に学部に国語研究所を設置して朝鮮語の正書法の整備を進めた。1910年に朝鮮が日本に併合されるとこれらの事業は朝鮮総督府に引き継がれていった。朝鮮総督府では1912年に朝鮮語の正書法としては初の「普通学校用諺文綴字法」を制定し、1921年に「普通学校用諺文綴字法大要」を定め、1930年には、諺文綴字法を制定した。この正書法はそれまで行われてきた慣習的な表音主義的表記法を整理し、形態主義的表記法をかなり採り入れたものであった。
周時経学派は表音主義的表記法に対置する形態主義的表記法を主張していた。周時経学派は1921年に朝鮮語研究会（後の朝鮮語学会、現・ハングル学会）を創設し、所属学者が朝鮮総督府の正書法整備事業にも深く関与していった。その結果、朝鮮総督府が1930年に制定した「諺文綴字法」は周時経学派の形態主義的表記法をかなり採り入れたものとなったが、これは表音主義的表記法との「妥協」の産物でもあったため、彼らの主張が徹底されたものではなかった。このような背景にあって、朝鮮語研究会は1930年12月の総会において、彼らの主張する徹底した形態主義的表記法を具現すべく、朝鮮語綴字法統一案の制定を決定した。朝鮮語研究会は1931年に朝鮮語学会に改称しつつ、その間100回以上に及ぶ討議を経て1933年10月29日（当時のハングルの日）に正式に公表した。朝鮮語綴字法統一案はその後、1940年、1946年、1948年、1958年に改訂版を出している（1958年版は用語修正版）。1980年改訂版は現行の正書法と同じ名称「ハングル正書法（한글 맞춤법）」である。

## 構成
朝鮮語綴字法統一案の初版は総論、各論、付録（標準語・文章符号）からなり、各論は7章65項からなる。章の構成は以下の通りである。
- 総論
- 各論
  - 第1章  字母
    - 第1節  字母の数とその順序
    - 第2節  字母の名称

  - 第2章  声音に関すること
    - 第1節  濃音
    - 第2節  舌側音ㄹ
    - 第3節  口蓋音化
    - 第4節  ㄷ終声音

  - 第3章  文法に関すること
    - 第1節  体言と吐
    - 第2節  語幹と語尾
    - 第3節  規則用言
    - 第4節  変格用言
    - 第5節  終声
    - 第6節  語源表示
    - 第7節  品詞合成
    - 第8節  原詞と接頭辞

  - 第4章  漢字語
    - 第1節  母音のみを変記するもの
    - 第2節  子音のみを変記するもの
    - 第3節  子音と母音をともに変記するもの
    - 第4節  俗音

  - 第5章  略語
  - 第6章  外来語表記
  - 第7章  分かち書き
- 付録
  - 1. 標準語
  - 2. 文章符号

## 字母
字母の種類と順序は韓国におけるものと同じであり、合成字母は正式な字母として扱っていない。ただし、合成字母は以下のような順序で記述されていた（版次により揺れあり）。
- ㄲ，ㄸ，ㅃ，ㅆ，ㅉ，ㅐ，ㅔ，ㅚ，ㅟ，ㅒ，ㅖ，ㅘ，ㅝ，ㅙ，ㅞ，ㅢ

## 表記法

### 慣習的な表記法の修正
従来の慣習的な表記法を改めたものとして、語中の濃音を終声と初声に分けてつづらず濃音字母でつづること、ㄹㄹの連続を発音通りにつづること、이，히が付いて口蓋音化する場合に元の形態を明示してつづること、語源の明確でない終声音［ㄷ］はㅅでつづることなどがある。これらは現行の正書法の基本にもなっている。
- ○오빠  ×옵바（兄）
- ○걸레  ×걸네（雑巾）
- ○밭이  ×바치（畑が）
- ○짓밟다  ×짇밟다（踏みにじる）

### 語幹と語尾・接尾辞の分離表記
現行の正書法と同様に、語幹と語尾（助詞も含む）・接尾辞を分離して表記する形態主義的な表記法を取っている。形態主義的な表記法は1930年に朝鮮総督府が定めた「諺文綴字法」にも取り入れられているが、一部の表記がいまだ不完全であった。朝鮮語綴字法統一案では形態主義が徹底されている。
現行正書法との違いは以下の通りである。
1. 疑問形語尾「-ㄹ까（…か），-ㄹ꼬（…か）」は「-ㄹ가，-ㄹ고」とつづる（第8項）。ただし、この記述は第2版（1937年）以降にはない。
2. 語幹末の2文字の終声表記に「ㅁㄱ」を認めている（第11項）。この終声は古語に用いられるものであるが、現代語の表記に用いられることはなかった。
3. 「맞추다（合わせる）」など現行の正書法で「-추-」とつづられる接尾辞は「맞후다」のように「-후-」とつづられた（第19項）。これは1940年の改訂版で現行と同じ「-추-」に改められる。

### 合成語の表記
사이시옷（間のㅅ）の規定は現行の正書法と同様である。ただし、1940年の改訂版では濃音化とn挿入が起こる合成語において「ㅅ」を1文字として表記したが（담배ㅅ대‘きせる’、담ㅅ요‘毛布’）、1948年改訂版で従前の表記に戻された。なお、朝鮮民主主義人民共和国で1954年に定められた「朝鮮語綴字法（조선어 철자법）」における사이표（間標）「’」は、この1940年改訂版の「ㅅ」を符号化したものと思われる。

### 漢字語の表記
漢字語の表記においても慣用的な表記法を排除すると同時に、頭音法則による語頭のㄹ，ㄴの音変化を反映した表記法もここで定められた。また、慣用音が通用しているものについては慣用音通りに表記する点も、現行の正書法と同様である。

### 縮約形の表記
하다（する）が縮約されて激音化する場合の表記法が現行の正書法と大きく異なる。語幹と語尾の間に1文字で「ㅎ」を表記するのを原則とし、語幹末に終声ㅎとして表記するのを許容とした。逆に、現行の正書法のように激音字母で表記することは認められなかった。
| 原則       | 許容     | 不可     | 日本語   |
| ---------- | -------- | -------- | -------- |
| 가ㅎ다     | 갛다     | 가타     | 可なり   |
| 부지런ㅎ다 | 부지럲다 | 부지런타 | まじめだ |

## 分かち書き
分かち書きの規定は5項の簡単な規則のみである。単語単位で分かち書きをし、語尾（助詞を含む）を付けて書くという原則は現行の正書法と同様であるが、以下の点で現行の正書法と異なる。
1. 補助用言は直前の用言に付けて書く。
2. 形式名詞（助数詞を含む）は直前の単語に付けて書く。
3. 数は十進法に従って分かち書きする。

補助用言と形式名詞に関する規定は、1948年改訂版で分かち書きされることになる。

## 文章符号
文章符号について特徴的なものをいくつか挙げる。
- 句読点は初版では「、」「。」のみであったが、1940年の改訂版では横書きに合わせて「，」「．」も句読点として認めている。
- 引用符は初版では括弧（「 」，『 』）のみであったが、1940年の改訂版では横書きに合わせてクォーテーションマーク（‘ ’，“ ”）も認めている。
- 固有名詞には傍線（縦書きでは左に、横書きでは下に）を付した。